# شهرستان یلنگا گورا
شهرستان یلنگا گورا (به لهستانی: Powiat Jelenia Góra) یک شهرستان در لهستان است که در استان سیلزی سفلی واقع شده‌است. شهرستان یلنگا گورا ۶۲۸٫۲۱ کیلومتر مربع مساحت و ۶۳٬۸۶۵ نفر جمعیت دارد.